# Top 10 (comic)
Pour les articles homonymes, voir Top 10.
Top 10 est un comic publié par America's Best Comics, une filiale de Wildstorm, elle-même filiale de DC Comics. Écrite par Alan Moore et illustrée par Gene Ha et Zander Cannon, cette série raconte l'histoire du commissariat de police (dont Top 10 est le surnom) de Neopolis, une ville dans laquelle tous les habitants possèdent des super-pouvoirs, du policier au simple citoyen, en passant par les criminels et même les animaux domestiques. 
Aussi étranges soient-ils, les habitants de Neopolis ont les mêmes forces et faiblesses que n'importe quel être humain « normal ». Ainsi, de nombreux problèmes abordés correspondent à des sujets présents dans la réalité. Par exemple, les monstres, robots et autres créatures fantastiques font face à une bigoterie en tant que minorités. Mais les préjugés du monde réel ont aussi leur place dans la série, et la thématique du "vivre ensemble" traverse toute cette série, qui présente une grande variété de religions, de sexualités et d'origines ethniques. Par exemple, plusieurs personnages de la série sont homosexuels, dont le capitaine du commissariat, un homme âgé dont on découvre la jeunesse dans l'album Top 10: The Forty-Niners, qui est centré sur les débuts de sa relation avec son compagnon en 1949.
Au gré des affaires que sont amenés à résoudre les personnages, la série aborde aussi certains thèmes sexuels, dont le viol, l'inceste, la pédophilie, ainsi que des tabous comme la zoophilie (l'un des policiers étant un chien intelligent, attiré par les humaines) et les rapports sexuels entre humains et robots.
La première série Top 10 est composée de 12 numéros sortis entre 2000 et 2001. Il y eut en 2003 une mini-série de 5 numéros, Smax et le graphic novel de 2005, Top 10: The Forty-Niners. La même année est sortie Top 10: Beyond the Farthest Precinct, une mini-série de 5 numéros écrite par Paul Di Filippo et dessinée par Jerry Ordway.

## Séries dérivées
Deadfellas, une histoire courte dans laquelle les personnages les plus influents de Neopolis doivent affronter des vampires gangsters. Cette histoire a été faite par Moore et Cannon pour le magazine America's Best Comics 64 Page Special.
Dans Smax la série de 2003, nous voyons Smax partir avec Toybox dans la dimension originelle de ce dernier, un monde fait de clichés de fantasy.
Top 10: The Forty-Niners (2005), raconte en détail les origines de Neopolis et des premières recrues de Top 10.
Top 10: Beyond the Farthest Precinct (2005), se situe 5 ans après les évènements de Smax.

## Prix et récompenses
- 2000 : Prix Eisner de la meilleure nouvelle série
- 2001 : Prix Eisner de la meilleure série
- 2006 : Prix Eisner du meilleur album pour The Forty-Niners

## Collections
En VO, les recueils des épisodes de Top 10 sont les suivants :
- Top 10: Book One (#1-7)
  - Hardcover édition  (ISBN 1840231963)
  - Paperback éditions  (ISBN 1563896680) &  (ISBN 1840232757)
- Top 10: Book Two (#8-12)
  - Hardcover éditions  (ISBN 1563898764) &  (ISBN 1840234822)
  - Paperback éditions  (ISBN 1563899663) &  (ISBN 1840235187)
- Smax (#1-5)
  - Hardcover édition  (ISBN 1401203256)
  - Paperback édition  (ISBN 140120290X)
- Top 10: The Forty-Niners
  - Hardcover édition  (ISBN 1563897571)
  - Paperback édition  (ISBN 1401205739)
- Top 10: Beyond the Farthest Precinct (#1-5)
  - Paperback édition (ISBN )

En français la série a été publiée par Semic et Panini/Marvel France.
Urban Comics réédite en 2012 en  3  tomes.
- Top 10, Tome 1 (no 1 à 4)
  - Première Édition 10/2000  (ISBN 2914082223)
  - Deuxième Édition 05/2004  (ISBN 2914082223)
- Top 10, Tome 2 (no 5 à 8 + America's Best Comics 64-Page Giant no 1)
  - Édition 10/2001  (ISBN 2914082525)
- Top 10, Tome 3 (no 9 à 12)
  - Édition 06/2002  (ISBN 2914082738)
- Top 10, Tome 4: Smax Le Barbare (Smax no 1 à 5)
  - Édition 08/2004  (ISBN 2848570733)
- Top 10 : The Forty-Niners
  - Édition 10/2006  (ISBN 2845388438)
- Top 10 Au-delà de l'ultime frontière (Beyond the Farthest Precinct no 1-5)
  - Édition 11/2007  (ISBN 2809401357)

Urban Comics
1. Bienvenue à Neopolis(#1-6.)
2. La rue nous appartient(# 7-12 & "Dead Fellas" from America's Best Comics Special #1)
3. Retour aux sources(Reprend la série US "Top 10: The Forty Niners & Smax #1-5". 
INT. Top 10, L'intégrale